# Противотанково оръжие
Противотанково оръжие или Противотанкова пушка (ПТО) е вид ръчно оръжие, което се характеризира с висока дулна енергия на куршумите, предназначено за поразяване на бронирана техника на противника. По правило има по-голям калибър, отколкото обичайното стрелково оръжие (например 14,5 mm), и много по-дълга цев. Бронепробивността на боеприпасите (до 30 mm броня), им позволява борба със сравнително лека бронетехника. Някои видове оръжия, класифицирани като ПТО, имат относително голямо тегло и конструктивно представляват малокалибрени противотанкови оръдия (в частност немските ПТО 2,8/2 cm s.Pz.B.41, използвани в годините на Втората световна война).